# 세르게이 리지크
세르게이 세르게예비치 리지크(러시아어: Серге́й Серге́евич Ридзик, 1992년 10월 25일~)는 러시아의 프리스타일 스키 선수로 주 종목은 스키크로스이다. 올림픽에 2회 참가했으며 2018년 동계 올림픽과 2022년 동계 올림픽에서 남자 스키크로스 동메달을 획득했다.